# Louis Delfino
Pour les articles homonymes, voir Delfino.
Louis Delfino, né le 5 octobre 1912 à Nice et mort le 11 juin 1968, est un général français de l'Armée de l'air, grand-croix de la Légion d'honneur et décoré de l'ordre du drapeau rouge soviétique.
Volontaire pour le front de l'est en janvier 1944, il combat à partir de février au sein de l'escadrille Normandie-Niemen puis succède à Pierre Pouyade à sa tête en décembre. Il termine la guerre avec seize victoires officielles et quatre probables.
Il est nommé inspecteur général de l'Armée de l'air en 1964.

## Biographie

### Jeunesse
Louis Delfino est né dans la rue Arson à Nice d'un père ébéniste mort pendant la Première Guerre mondiale et d'une mère ouvrière à la manufacture des tabacs. Il grandit dans le quartier populaire de Riquier et rejoint à l'âge de 18 ans l'équipe première de l'Olympique Gymnaste Club Nice ; il est notamment demi-finaliste de la Coupe de France de football 1930-1931,.
Lors du premier championnat de France professionnel en 1932-1933, il est engagé dans l'effectif du Cercle athlétique de Paris. Plus tard, en parallèle de sa formation de pilote, il continue de jouer au FC Nancy.

### Formation
Il intègre Saint-Cyr en 1931 et s'engage dans l'aviation en 1933. Il obtient son brevet de pilote le 27 juillet 1934. D'abord affecté dans l'aviation de reconnaissance, il demande à être intégré dans la chasse en 1938. 

### Seconde Guerre mondiale

#### Bataille de France
La guerre survient alors qu'il est capitaine, adjoint au commandant du Groupe de chasse 1/4 stationné à Reims.
Pendant la bataille de France, il prend le commandement de la 4e escadrille du Groupe de chasse 2/9 et totalise sept victoires aériennes dont certaines partagées avec son équipier Charles Chesnais.
Le 17 mai 1940, il est nommé commandant de la 4e, escadrille du GC II/9. Après l'armistice, il retrouve son ancien groupe à Dakar. 
En août 1943, il devient l'adjoint du commandant mais les missions de patrouille côtière ne satisfont guère son tempérament aventureux. 

#### Normandie-Niémen
Il postule pour rejoindre l'escadron de chasse Normandie-Niemen qu'il intègre le 28 février 1944. Trois mois plus tard commence la deuxième campagne. Louis Delfino est promu commandant en juin 1944 et remporte plusieurs victoires aériennes. Le 12 décembre 1944, il remplace Pierre Pouyade au commandement de l'unité française lors de la dernière campagne de la province de Prusse-Orientale, entre décembre 1944 et mai 1945. 
Le 26 avril 1945, le général de Gaulle lui confère le grade de lieutenant-colonel et, le 20 juin suivant, le colonel Delfino rejoint la terre française en compagnie des pilotes du "Normandie-Niemen", à bord des quarante "Yak 3" du groupe offerts par Staline en témoignage de reconnaissance. Le colonel Delfino termine la guerre avec 20 victoires aériennes dont 16 homologuées.

### Après-guerre
Louis Delfino poursuit sa carrière au sein de l'Armée de l'air. Il est promu au grade de général de division aérienne en mars 1961 et de général d'armée aérienne (cinq étoiles) en janvier 1964. Il a occupé tous les postes de la Défense aérienne : chef d'État-Major, commandant de Zone, commandant de toute la Défense Aérienne et de l'École de l'air. 
En 1964, il est nommé Inspecteur Général de l'Armée de l'air et est élevé à la dignité de grand-croix de la Légion d'honneur le 10 juillet 1964.
Le général Delfino meurt des suites d'une rupture d’anévrisme, le 11 juin 1968 à l'âge de 56 ans. Il avait 4 500 heures de vol à son actif. Il repose dans le cimetière de Caucade à Nice.

## Décorations

### Françaises
- Grand Croix de la Légion d'honneur (1964)
- Croix de guerre 1939-1945

### Soviétiques
- Ordre du Drapeau rouge (URSS) le 04/06/1945
- Ordre de la Guerre patriotique (URSS) le 23/02/1945
- Médaille pour la victoire sur l'Allemagne dans la Grande Guerre patriotique de 1941-1945 (URSS)
- Ordre d'Alexandre Nevski (URSS) le 05/05/1965

## Hommages
- À Nice, un boulevard porte le nom de « Boulevard du général Delfino » ainsi que le jardin Normandie-Niemen où est abrité une stèle représentant son buste ;
- à Drachenbronn-Birlenbach, une rue lui rend également hommage.